# Danza di contadini

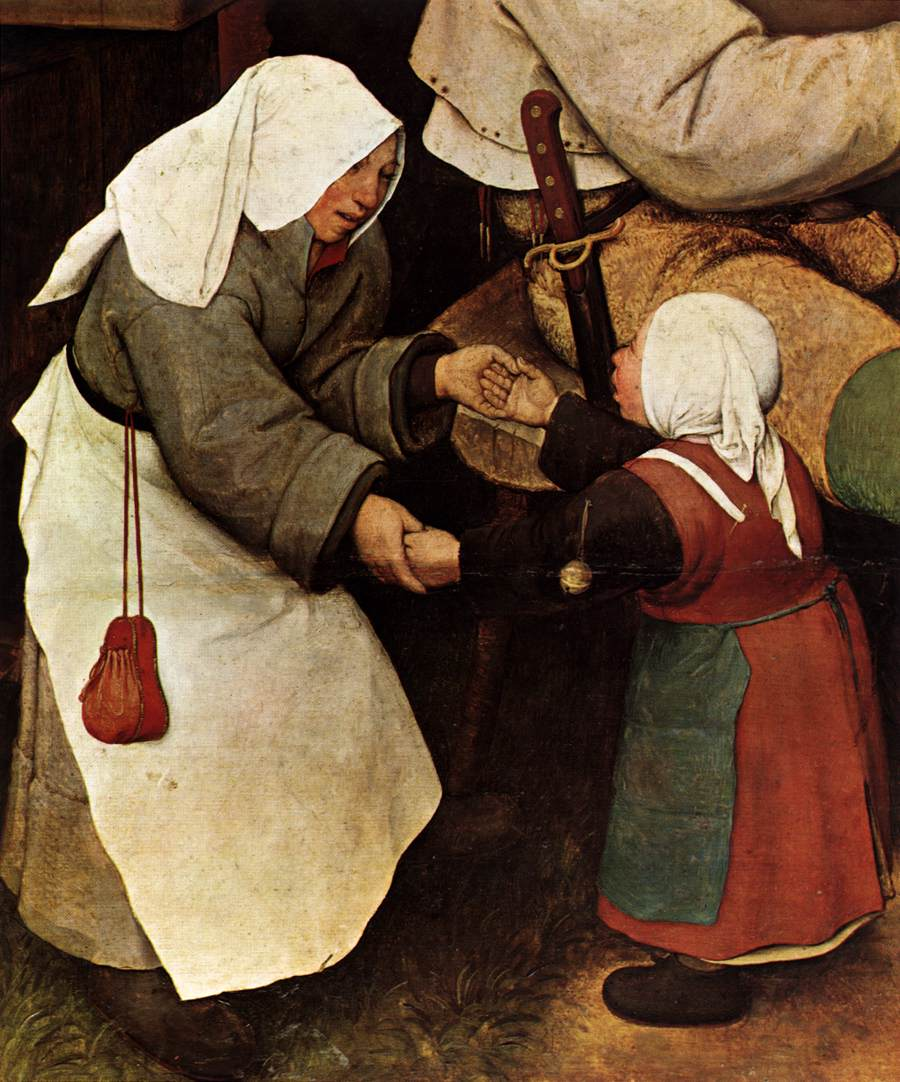
Dettaglio

La Danza di contadini è un dipinto a olio su tavola (114x164 cm) di Pieter Bruegel il Vecchio, databile al 1568 circa e conservato nel Kunsthistorisches Museum di Vienna.

## Storia
L'opera, priva di firma e data, venne rastrellata con le spoliazioni napoleoniche e portata a Parigi nel 1808, ritornando solo nel 1815.
Non è chiaro se fosse nata come pendant al Banchetto nuziale, ma è anche probabile che i due lavori fossero i primi di una serie a tema nuziale mai portata a termine.

## Descrizione e stile
Il tema del ballo dei contadini, già rappresentato ad esempio nella Danza nuziale di Detroit, è qui trattato con maggiore maturità: al brulicare di figure l'artista ha ormai sostituito la preferenza per grandi personaggi nel primo piano, in questo caso scomponibili in due metà: a sinistra una tavola imbandita dove stanno seduti anche il suonatore di zampogna e un suo amico rubicondo che gli porge una brocca di vino; a destra una coppia che prende parte alle danze, rappresentata con qualche tono grottesco (come le espressioni intontite) e con grande cura dei dettagli, come il brosello della donna che pende con le chiavi, o il cucchiaio appuntato in testa al berretto dell'uomo, dimostrando la sua intenzione di non arrivare impreparato al banchetto. In primissimo piano a destra si vedono poi una ragazzina che insegna a ballare a una bambina: si tratta di figure fuori scala rispetto al corpulento suonatore che sta loro dietro, ma di grande indagine descrittiva e psicologica. Al tavolo alcuni personaggi sembrano inebetiti dal bere (un uomo sembra rifiutare malamente l'abbraccio di una donna dietro di lui) e un mendicante si avvicina (estrema sinistra) per chiedere l'elemosina, ma viene scacciato bruscamente dall'uomo a capotavola; dietro di loro una coppia si bacia.
Sullo sfondo altre coppie prendono parte alle danze, compresa quella che sta uscendo dalla casa col vessillo rosso, in cui il marito sembra trascinare controvoglia la moglie. Più che a una danza nuziale, la scena farebbe pensare a uno di quei festeggiamenti speciali, magari con l'occasione della consacrazione della chiesa che si vede sul fondale.
In primo piano, sul suolo, si vedono alcuni gusci di noce, il manico di una brocca rotta e alcuni fuscelli di paglia. La descrizione è quindi arricchita da molti dettagli quotidiani, che fanno dell'opera un prototipo per la pittura di genere.